# Вербовцы (Черновицкая область)
Вербо́вцы (укр. Вербівці) — село в Заставновской городской общине Черновицкого района Черновицкой области Украины.
До 2020 года входило в Заставновский район
Население по переписи 2001 года составляло 527 человек. Телефонный код — 803737. Код КОАТУУ — 7321582801.